# Final de la Liga Europa Conferencia de la UEFA 2023-24
La Final de la Liga Europa Conferencia de la UEFA 2023-24, se disputó el día 29 de mayo de 2024 en el Estadio Agia Sofía de Nea Filadelfeia, Grecia.

## Finalistas
En  negrita, las finales ganadas.
| Equipos    | Finales jugadas anteriormente | Finales jugadas anteriormente |
| ---------- | ----------------------------- | ----------------------------- |
| Olympiacos | Ninguna                       | Ninguna                       |
| Fiorentina | 1 (0)                         | 2022-23                       |

## Sede de la Final
El 21 de junio de 2022, la UEFA abrió el proceso de licitación para la final de la UEFA Europa Conference League, el cual se llevó a cabo de manera paralela con el proceso de licitación para la final de 2025. Los interesados podían presentar propuestas para una o ambas finales. Las sedes propuestas debían contar con césped natural, estar clasificadas como estadio de categoría cuatro de la UEFA, y tener una capacidad mínima de 30 000 y máxima de 50 000 espectadores. El cronograma de licitación fue el siguiente:
- 21 de junio de 2022: Invitación formal para presentar solicitudes.
- 31 de agosto de 2022: Fecha límite para registrar la intención de licitar.
- 7 de septiembre de 2022: Publicación de los requisitos de la licitación.
- 3 de noviembre de 2022: Presentación del expediente preliminar de la licitación.
- 23 de febrero de 2023: Presentación del expediente final de la licitación.
- 28 de junio de 2023: Designación de la sede anfitriona.

El Comité Ejecutivo de la UEFA nombró el Estadio Agia Sophia como sede de la final durante su reunión en Nyon, Suiza, el 28 de junio de 2023. Dado que el estadio era nuevo y nunca había sido utilizado por el club para competiciones internacionales, la sede estuvo sujeta a un período de observación hasta noviembre de 2023 para los partidos jugados en competiciones de clubes de la UEFA y las eliminatorias de la UEFA Euro 2024. La designación fue oficializada en diciembre de 2023.
| Grecia                             |                    |                    |                    |
| Ciudad                             | Estadio            |                    |                    |
| Nea Filadelfeia                    | Estadio Agia Sofía | Estadio Agia Sofía | Estadio Agia Sofía |
|                                    |                    |                    |                    |
| 32 500 espectadores                |                    |                    |                    |
| Final Liga Europa Conferencia 2024 |                    |                    |                    |

## Partidos de clasificación para la Final
| Grupo A         | Pts. | PJ | PG | PE | PP | GF | GC | Dif |
| --------------- | ---- | -- | -- | -- | -- | -- | -- | --- |
| West Ham United | 15   | 6  | 5  | 0  | 1  | 10 | 4  | +6  |
| Friburgo        | 12   | 6  | 4  | 0  | 2  | 17 | 7  | +10 |
| Olympiacos      | 9    | 6  | 2  | 1  | 3  | 11 | 14 | -3  |
| Bačka Topola    | 1    | 6  | 0  | 1  | 5  | 6  | 19 | -13 |

| Grupo F     | Pts. | PJ | PG | PE | PP | GF | GC | Dif |
| ----------- | ---- | -- | -- | -- | -- | -- | -- | --- |
| Fiorentina  | 12   | 6  | 3  | 3  | 0  | 14 | 6  | +8  |
| Ferencváros | 10   | 6  | 2  | 4  | 0  | 9  | 6  | +3  |
| Genk        | 9    | 6  | 2  | 3  | 1  | 8  | 5  | +3  |
| Čukarički   | 0    | 6  | 0  | 0  | 6  | 2  | 16 | -14 |

## Partido

### Ficha
| 88    | POR   | Konstantinos Tzolakis |        |
| 23    | DEF   | Rodinei               |        |
| 45    | DEF   | Panagiotis Retsos     |        |
| 16    | DEF   | David Carmo           |        |
| 3     | DEF   | Francisco Ortega      | 91'    |
| 8     | MED   | Vicente Iborra        |        |
| 32    | MED   | Santiago Hezze        |        |
| 7     | MED   | Kostas Fortounis      | 73'    |
| 6     | MED   | Chiquinho             | 77'    |
| 56    | MED   | Daniel Podence        | 106'   |
| 9     | DEL   | Ayoub El Kaabi        | 120+2' |
| D. T. | D. T. | José Luis Mendilibar  |        |

| 1     | POR   | Pietro Terracciano    |      |
| 2     | DEF   | Dodô                  |      |
| 28    | DEF   | Lucas Martínez Quarta |      |
| 4     | DEF   | Nikola Milenković     |      |
| 3     | DEF   | Cristiano Biraghi     | 106' |
| 6     | MED   | Arthur Melo           | 74'  |
| 38    | MED   | Rolando Mandragora    |      |
| 10    | MED   | Nicolás González      | 106' |
| 5     | MED   | Giacomo Bonaventura   | 82'  |
| 99    | MED   | Christian Kouamé      | 82'  |
| 20    | DEL   | Andrea Belotti        | 59'  |
| D. T. | D. T. | Vincenzo Italiano     |      |

| 22 | Delantero      | Stevan Jovetić   | 73'    |
| 5  | Centrocampista | André Horta      | 77'    |
| 18 | Defensa        | Quini            | 91'    |
| 19 | Centrocampista | Giorgos Masouras | 106'   |
| 11 | Delantero      | Youssef El-Arabi | 120+2' |

| 18 | Delantero      | M'Bala Nzola   | 59'  |
| 32 | Centrocampista | Alfred Duncan  | 74'  |
| 72 | Centrocampista | Antonín Barák  | 82'  |
| 11 | Delantero      | Jonathan Ikoné | 82'  |
| 16 | Defensa        | Luca Condone   | 106' |
| 9  | Delantero      | Lucas Beltrán  | 106' |

| 116' | Ayoub El Kaabi | 1:0 |

| 28' · 94' · 95' · 117' | Daniel Podence Stevan Jovetić Alexandros Paschalakis (suplente) Ayoub El Kaabi |

| 42' · 79' · 99' | Lucas Martínez Quarta Christian Kouamé Cristiano Biraghi |

| Principal  | Artur Soares Dias |
| Asistentes | Paulo Soares      |
|            | Pedro Ribeiro     |
| Cuarto     | Glenn Nyberg      |

| VAR            | Tiago Martins     |
| Asistentes VAR | Christian Dingert |
|                | Marco Fritz       |

|                    |     |     |
| Tiros              | 6   | 17  |
| Tiros a puerta     | 4   | 4   |
| Faltas             | 10  | 17  |
| Saques de esquina  | 5   | 6   |
| Fueras de juego    | 4   | 3   |
| Posesión del balón | 47% | 53% |

| Alineación inicial |

| 88    | POR   | Konstantinos Tzolakis |        |
| 23    | DEF   | Rodinei               |        |
| 45    | DEF   | Panagiotis Retsos     |        |
| 16    | DEF   | David Carmo           |        |
| 3     | DEF   | Francisco Ortega      | 91'    |
| 8     | MED   | Vicente Iborra        |        |
| 32    | MED   | Santiago Hezze        |        |
| 7     | MED   | Kostas Fortounis      | 73'    |
| 6     | MED   | Chiquinho             | 77'    |
| 56    | MED   | Daniel Podence        | 106'   |
| 9     | DEL   | Ayoub El Kaabi        | 120+2' |
| D. T. | D. T. | José Luis Mendilibar  |        |

| 1     | POR   | Pietro Terracciano    |      |
| 2     | DEF   | Dodô                  |      |
| 28    | DEF   | Lucas Martínez Quarta |      |
| 4     | DEF   | Nikola Milenković     |      |
| 3     | DEF   | Cristiano Biraghi     | 106' |
| 6     | MED   | Arthur Melo           | 74'  |
| 38    | MED   | Rolando Mandragora    |      |
| 10    | MED   | Nicolás González      | 106' |
| 5     | MED   | Giacomo Bonaventura   | 82'  |
| 99    | MED   | Christian Kouamé      | 82'  |
| 20    | DEL   | Andrea Belotti        | 59'  |
| D. T. | D. T. | Vincenzo Italiano     |      |

| 22 | Delantero      | Stevan Jovetić   | 73'    |
| 5  | Centrocampista | André Horta      | 77'    |
| 18 | Defensa        | Quini            | 91'    |
| 19 | Centrocampista | Giorgos Masouras | 106'   |
| 11 | Delantero      | Youssef El-Arabi | 120+2' |

| 18 | Delantero      | M'Bala Nzola   | 59'  |
| 32 | Centrocampista | Alfred Duncan  | 74'  |
| 72 | Centrocampista | Antonín Barák  | 82'  |
| 11 | Delantero      | Jonathan Ikoné | 82'  |
| 16 | Defensa        | Luca Condone   | 106' |
| 9  | Delantero      | Lucas Beltrán  | 106' |

| 116' | Ayoub El Kaabi | 1:0 |

| 28' · 94' · 95' · 117' | Daniel Podence Stevan Jovetić Alexandros Paschalakis (suplente) Ayoub El Kaabi |

| 42' · 79' · 99' | Lucas Martínez Quarta Christian Kouamé Cristiano Biraghi |

| Principal  | Artur Soares Dias |
| Asistentes | Paulo Soares      |
|            | Pedro Ribeiro     |
| Cuarto     | Glenn Nyberg      |

| VAR            | Tiago Martins     |
| Asistentes VAR | Christian Dingert |
|                | Marco Fritz       |

|                    |     |     |
| Tiros              | 6   | 17  |
| Tiros a puerta     | 4   | 4   |
| Faltas             | 10  | 17  |
| Saques de esquina  | 5   | 6   |
| Fueras de juego    | 4   | 3   |
| Posesión del balón | 47% | 53% |

| Alineación inicial |

| 88    | POR   | Konstantinos Tzolakis |        |
| 23    | DEF   | Rodinei               |        |
| 45    | DEF   | Panagiotis Retsos     |        |
| 16    | DEF   | David Carmo           |        |
| 3     | DEF   | Francisco Ortega      | 91'    |
| 8     | MED   | Vicente Iborra        |        |
| 32    | MED   | Santiago Hezze        |        |
| 7     | MED   | Kostas Fortounis      | 73'    |
| 6     | MED   | Chiquinho             | 77'    |
| 56    | MED   | Daniel Podence        | 106'   |
| 9     | DEL   | Ayoub El Kaabi        | 120+2' |
| D. T. | D. T. | José Luis Mendilibar  |        |

| 1     | POR   | Pietro Terracciano    |      |
| 2     | DEF   | Dodô                  |      |
| 28    | DEF   | Lucas Martínez Quarta |      |
| 4     | DEF   | Nikola Milenković     |      |
| 3     | DEF   | Cristiano Biraghi     | 106' |
| 6     | MED   | Arthur Melo           | 74'  |
| 38    | MED   | Rolando Mandragora    |      |
| 10    | MED   | Nicolás González      | 106' |
| 5     | MED   | Giacomo Bonaventura   | 82'  |
| 99    | MED   | Christian Kouamé      | 82'  |
| 20    | DEL   | Andrea Belotti        | 59'  |
| D. T. | D. T. | Vincenzo Italiano     |      |

| 22 | Delantero      | Stevan Jovetić   | 73'    |
| 5  | Centrocampista | André Horta      | 77'    |
| 18 | Defensa        | Quini            | 91'    |
| 19 | Centrocampista | Giorgos Masouras | 106'   |
| 11 | Delantero      | Youssef El-Arabi | 120+2' |

| 18 | Delantero      | M'Bala Nzola   | 59'  |
| 32 | Centrocampista | Alfred Duncan  | 74'  |
| 72 | Centrocampista | Antonín Barák  | 82'  |
| 11 | Delantero      | Jonathan Ikoné | 82'  |
| 16 | Defensa        | Luca Condone   | 106' |
| 9  | Delantero      | Lucas Beltrán  | 106' |

| 116' | Ayoub El Kaabi | 1:0 |

| 28' · 94' · 95' · 117' | Daniel Podence Stevan Jovetić Alexandros Paschalakis (suplente) Ayoub El Kaabi |

| 42' · 79' · 99' | Lucas Martínez Quarta Christian Kouamé Cristiano Biraghi |

| Principal  | Artur Soares Dias |
| Asistentes | Paulo Soares      |
|            | Pedro Ribeiro     |
| Cuarto     | Glenn Nyberg      |

| VAR            | Tiago Martins     |
| Asistentes VAR | Christian Dingert |
|                | Marco Fritz       |

|                    |     |     |
| Tiros              | 6   | 17  |
| Tiros a puerta     | 4   | 4   |
| Faltas             | 10  | 17  |
| Saques de esquina  | 5   | 6   |
| Fueras de juego    | 4   | 3   |
| Posesión del balón | 47% | 53% |

| Alineación inicial |

| 88    | POR   | Konstantinos Tzolakis |        |
| 23    | DEF   | Rodinei               |        |
| 45    | DEF   | Panagiotis Retsos     |        |
| 16    | DEF   | David Carmo           |        |
| 3     | DEF   | Francisco Ortega      | 91'    |
| 8     | MED   | Vicente Iborra        |        |
| 32    | MED   | Santiago Hezze        |        |
| 7     | MED   | Kostas Fortounis      | 73'    |
| 6     | MED   | Chiquinho             | 77'    |
| 56    | MED   | Daniel Podence        | 106'   |
| 9     | DEL   | Ayoub El Kaabi        | 120+2' |
| D. T. | D. T. | José Luis Mendilibar  |        |

| 1     | POR   | Pietro Terracciano    |      |
| 2     | DEF   | Dodô                  |      |
| 28    | DEF   | Lucas Martínez Quarta |      |
| 4     | DEF   | Nikola Milenković     |      |
| 3     | DEF   | Cristiano Biraghi     | 106' |
| 6     | MED   | Arthur Melo           | 74'  |
| 38    | MED   | Rolando Mandragora    |      |
| 10    | MED   | Nicolás González      | 106' |
| 5     | MED   | Giacomo Bonaventura   | 82'  |
| 99    | MED   | Christian Kouamé      | 82'  |
| 20    | DEL   | Andrea Belotti        | 59'  |
| D. T. | D. T. | Vincenzo Italiano     |      |

| 22 | Delantero      | Stevan Jovetić   | 73'    |
| 5  | Centrocampista | André Horta      | 77'    |
| 18 | Defensa        | Quini            | 91'    |
| 19 | Centrocampista | Giorgos Masouras | 106'   |
| 11 | Delantero      | Youssef El-Arabi | 120+2' |

| 18 | Delantero      | M'Bala Nzola   | 59'  |
| 32 | Centrocampista | Alfred Duncan  | 74'  |
| 72 | Centrocampista | Antonín Barák  | 82'  |
| 11 | Delantero      | Jonathan Ikoné | 82'  |
| 16 | Defensa        | Luca Condone   | 106' |
| 9  | Delantero      | Lucas Beltrán  | 106' |

| 116' | Ayoub El Kaabi | 1:0 |

| 28' · 94' · 95' · 117' | Daniel Podence Stevan Jovetić Alexandros Paschalakis (suplente) Ayoub El Kaabi |

| 42' · 79' · 99' | Lucas Martínez Quarta Christian Kouamé Cristiano Biraghi |

| Principal  | Artur Soares Dias |
| Asistentes | Paulo Soares      |
|            | Pedro Ribeiro     |
| Cuarto     | Glenn Nyberg      |

| VAR            | Tiago Martins     |
| Asistentes VAR | Christian Dingert |
|                | Marco Fritz       |

|                    |     |     |
| Tiros              | 6   | 17  |
| Tiros a puerta     | 4   | 4   |
| Faltas             | 10  | 17  |
| Saques de esquina  | 5   | 6   |
| Fueras de juego    | 4   | 3   |
| Posesión del balón | 47% | 53% |

| Alineación inicial |

|                                |
| Bandera de Grecia              |
| Campeón Olympiacos 1.er título |